# Banicean
Banician (în bulgară Баничан) este un sat situat în partea de sud-vest a Bulgariei, în Regiunea Blagoevgrad, pe malul drept al râului Mesta. Aparține administrativ de comuna Goțe Delcev. La recensământul din 2011 avea o populație de 611 locuitori. Prima vatră a satului a fost construită de către romani în apropierea unui izvor termal. Mai târziu, în timpul administrațtiei otomane, localitatea a fost mutată pe pantele munților Pirin.

## Demografie
Componența etnică a satului Banicean
     Bulgari (91,65%)
     Romi (3,1%)
     Nicio identificare (3,1%)
     Altele (2,12%)
La recensământul din 2011, populația satului Banicean era de 611 locuitori. Din punct de vedere etnic, majoritatea locuitorilor (91,65%) erau bulgari, cu o minoritate de romi (3,1%). Pentru 3,1% din locuitori nu este cunoscută apartenența etnică.